# Liste der Baudenkmale in Wustrow (Wendland)
In der Liste der Baudenkmale in Wustrow sind alle Baudenkmale der niedersächsischen Gemeinde Wustrow aufgelistet. Die Quelle der ID und der Beschreibungen ist der Denkmalatlas Niedersachsen. Der Stand der Liste ist der 28. Oktober 2021.

## Allgemein
In den Spalten befinden sich folgende Informationen:
- Lage: die Adresse des Baudenkmales und die geographischen Koordinaten. Kartenansicht, um Koordinaten zu setzen. In der Kartenansicht sind Baudenkmale ohne Koordinaten mit einem roten Marker dargestellt und können in der Karte gesetzt werden. Baudenkmale ohne Bild sind mit einem blauen Marker gekennzeichnet, Baudenkmale mit Bild mit einem grünen Marker.
- Bezeichnung: Bezeichnung des Baudenkmales
- Beschreibung: die Beschreibung des Baudenkmales. Unter § 3 Abs. 2 NDSchG werden Einzeldenkmale und unter § 3 Abs. 3 NDSchG Gruppen baulicher Anlagen und deren Bestandteile ausgewiesen.
- ID: die Objekt-ID des Baudenkmales
- Bild: ein Bild des Baudenkmales, ggf. zusätzlich mit einem Link zu weiteren Fotos des Baudenkmals im Medienarchiv Wikimedia Commons. Wenn man auf das Kamerasymbol klickt, können Fotos zu Baudenkmalen aus dieser Liste hochgeladen werden:

## Wustrow

### Gruppe baulicher Anlagen in Wustrow
| Lage                                                           | Bezeichnung                              | Beschreibung | ID       | Bild |
| -------------------------------------------------------------- | ---------------------------------------- | --- | -------- | --- |
| Amtshof 6, 8 52° 55′ 32″ N, 11° 7′ 11″ O                       | Wohnhaus und Scheune                     | Der Amtshof besteht heute noch aus dem ehemaligen Amtshaus des 18. Jahrhunderts und einem etwa zeitgleich erbauten Wohnhaus, das ursprünglich vermutlich als Wirtschaftsgebäude diente. Das zugehörige Vorwerk ist nicht erhalten; alter Baumbestand bildete die Überreste des ehemaligen parkähnlichen Gartens.                                                                                           | 30829107 | BW |
| Kirchstraße 4, 6, 8, 10, 14, 16, 18 52° 55′ 29″ N, 11° 7′ 9″ O | Straßenseitige Wohn- und Geschäftshäuser | Die Bürgerhäuser auf der Südwestseite der Kirchstraße entstammen dem 18. und 19. Jahrhundert und sind einheitlich in Fachwerk mit Backsteinausfachungen errichtet. Die Häuser sind zumeist zweistöckig und traufständig. | 30829117 | [[Vorlage:Bilderwunsch/code!/C:52.92459,11.11926!/D:Kirchstraße 4, 6, 8, 10, 14, 16, 18, Straßenseitige Wohn- und Geschäftshäuser!/\|BW]] |
| Kirchstraße 12 52° 55′ 29″ N, 11° 7′ 8″ O                      | Ehemalige Wassermühle                    | Die ehemalige Wassermühle von Wustrow besteht aus dem kurz nach dem Stadtbrand von 1691 errichteten Mühlengebäude, das 1872 durch An- und Umbau erweitert wurde, sowie einer südlich davon stehenden Scheune des 19. Jahrhunderts. | 30829127 | BW |
| Lange Straße 52° 55′ 24″ N, 11° 7′ 11″ O                       | Nördliche Lange Straße                   | Die drei Häuser an der nördlichen Langen Straße liegen außerhalb der mittelalterlichen Grenzen Wustrows. Dabei entstanden diese Bürgerhäuser in unterschiedlichen Zeitabschnitten: So stammt das Haus mit der Nr. 14 noch aus dem 18. Jahrhundert und ist damit eines der ersten, die außerhalb der alten Stadt gebaut wurden, Haus Nr. 16 stammt vom Beginn und Haus Nr. 9 vom Ende des 19. Jahrhunderts. | 41399931 | BW |

### Einzeldenkmal in Wustrow
| Lage                                        | Bezeichnung             | Beschreibung | ID       | Bild           |
| ------------------------------------------- | ----------------------- | --- | -------- | -------------- |
| An der Kirche 52° 55′ 29″ N, 11° 7′ 14″ O   | St.-Laurentius-Kirche   | Gestreckter Saalbau unter Satteldach in Hohlpfannendeckung; eingezogener, polygonaler Chor unter polygonal gewalmtem Dach in gleicher Deckung; eingestellter, quadratischer Turm unter spitzem, achtseitigem Pyramidendach mit Schieferbehang. Schiff erbaut 1518, Chor 1693, Turm von 1902.                                                                            | 30885919 | Weitere Bilder |
| Amtshof 6 52° 55′ 32″ N, 11° 7′ 9″ O        | Ehemaliges Amtshaus     | Eingeschossiger Bau über winkelförmigem Grundriss und auf hohem Sockelgeschoss; teils Fachwerk, teils Backsteinmauerwerk; unterschiedliche Sattel- und Walmdächer in Hohlpfannendeckung. Errichtet als Amtshof von Wustrow im 18. Jahrhundert. | 30885880 | BW             |
| Amtshof 8 52° 55′ 32″ N, 11° 7′ 12″ O       | Ehemalige Scheune       | Eingeschossiger Fachwerkbau mit Backsteinausfachung unter Halbwalmdach in Hohlpfannendeckung. Errichtet im 18. Jahrhundert als Bestandteil des Amtshofs Wustrow. | 30885838 | BW             |
| Kirchstraße 4 52° 55′ 28″ N, 11° 7′ 10″ O   | Wohnhaus                | Zweigeschossiges traufständiges Fachwerkgebäude unter Satteldach. Giebelwand teilweise verkleidet. Errichtet Anfang des 19. Jahrhunderts. | 30885798 | BW             |
| Kirchstraße 6 52° 55′ 29″ N, 11° 7′ 10″ O   | Wohn- und Geschäftshaus | Zweigeschossiger, traufständiger Fachwerkbau mit Backsteinausfachung; mit verputzter Straßenfassade und unter Satteldach in Hohlpfannendeckung. Errichtet Mitte des 19. Jahrhunderts. | 30885779 | BW             |
| Kirchstraße 8 52° 55′ 29″ N, 11° 7′ 9″ O    | Wohnhaus                | Zweigeschossiger, traufständiger Fachwerkbau mit Backsteinausfachung; unter Satteldach in Hohlpfannendeckung. Errichtet in der Mitte des 19. Jahrhunderts. | 30885760 | BW             |
| Kirchstraße 10 52° 55′ 29″ N, 11° 7′ 8″ O   | Wohnhaus                | Dreigeschossiger, giebelständiger Fachwerkbau mit Backsteinausfachung; unter Satteldach. Errichtet Ende des 18. Jahrhunderts. | 30885248 | BW             |
| Kirchstraße 12 52° 55′ 30″ N, 11° 7′ 8″ O   | Mühlengebäude           | Ehemalige Wassermühle von Wustrow, dabei zweigeschossiger Wohnteil in Fachwerk mit Backsteinausfachung und angebauter Mühlenteil eineinhalb- und zweigeschossig, teilweise in Backstein, teilweise in Fachwerk mit Backsteinausfachung; unter Halbwalm- und Walmdach in Hohlpfannendeckung. Errichtet um 1700, nach dem Stadtbrand von 1691, letzter großer Umbau 1872. | 30885741 | BW             |
| Kirchstraße 12 52° 55′ 29″ N, 11° 7′ 8″ O   | Scheune                 | Fachwerkgebäude unter ziegelgedecktem Satteldach. Giebeldreieck verbrettert. Zwei Einfahrten. Errichtet im 19. Jahrhundert. | 39136631 | BW             |
| Kirchstraße 14 52° 55′ 29″ N, 11° 7′ 7″ O   | Wohnhaus                | Zweigeschossiger, traufständiger Fachwerkbau mit Backsteinausfachung; unter Halbwalmdach in Hohlpfannendeckung; großes Zwerchhaus mittig in der straßenseitigen Dachfläche. Errichtet Ende des 18. Jahrhunderts. | 30885722 | BW             |
| Kirchstraße 16 52° 55′ 28″ N, 11° 7′ 6″ O   | Wohn- und Geschäftshaus | Zweigeschossiger, traufständiger Fachwerkbau mit Backsteinausfachung, unter Satteldach in Hohlpfannendeckung. Errichtet in der Mitte des 19. Jahrhunderts. | 30885703 | BW             |
| Kirchstraße 18 52° 55′ 28″ N, 11° 7′ 6″ O   | Wohnhaus                | Traufständiger Fachwerkbau mit Backsteinausfachung; zweigeschossig mit hohem, durchfenstertem Drempel; unter Satteldach in Hohlpfannendeckung. Errichtet Mitte des 19. Jahrhunderts. | 30885684 | BW             |
| Lange Straße 9 52° 55′ 24″ N, 11° 7′ 11″ O  | Wohnhaus                | 1886 erbautes ehemaliges Fabrikantenwohnhaus, seit 1984 „Museum Wustrow“. | 30885666 |                |
| Lange Straße 14 52° 55′ 25″ N, 11° 7′ 10″ O | Wohnhaus                | Zweigeschossiges,giebelständiges Fachwerkhaus mit Backsteinausfachung; unter ungleichhüftigem Satteldach. Errichtet wohl im 18. Jahrhundert. | 30885230 | BW             |
| Lange Straße 16 52° 55′ 24″ N, 11° 7′ 10″ O | Wohnhaus                | Zweigeschossiges, traufständiges Fachwerkgebäude mit Backsteinausfachung und unter Satteldach in Hohlpfannendeckung; kleines Zwerchhaus in der straßenseitigen Dachfläche; Kranbalken am Nordgiebel; darunter Ladeluken in allen Geschossen; ursprünglich wohl Anfang des 19. Jahrhunderts als Speicher erbaut.                                                         | 30885630 | BW             |
| Lange Straße 20 52° 55′ 23″ N, 11° 7′ 10″ O | Wohn-/Geschäftshaus     | Zweigeschossiger Massivbau in Backsteinmauerwerk mit reichem Fassadenschmuck unter flach geneigtem Dach mit Balustradenabschluss. Erbaut 1893. | 30885594 | BW             |
| Lange Straße 24 52° 55′ 22″ N, 11° 7′ 11″ O | Wohnhaus                | Bescheidener, eingeschossiger, traufständiger Fachwerkbau mit Backsteinausfachung; Satteldach in Hohlpfannendeckung. Errichtet in der Mitte des 19. Jahrhunderts. | 30885212 | BW             |
| Lange Straße 26 52° 55′ 21″ N, 11° 7′ 12″ O | Wohnhaus                | Bescheidenes, eingeschossiges, traufständiges Fachwerkhaus mit Backsteinausfachung; unter Satteldach; Zwerchhaus mit Ladeluke leicht ausmittig in der straßenseitigen Dachfläche. Errichtet in der Mitte des 19. Jahrhunderts. | 30885612 | BW             |
| Lange Straße 28 52° 55′ 21″ N, 11° 7′ 12″ O | Wohnhaus                | Bescheidenes, eingeschossiges, traufständiges Fachwerkhaus mit Backsteinausfachung; Satteldach in Hohlpfannendeckung; einachsiges Zwerchhaus mittig in der straßenseitigen Dachfläche. Errichtet in der Mitte des 19. Jahrhunderts. | 30885194 | BW             |
| Lange Straße 30 52° 55′ 21″ N, 11° 7′ 12″ O | Wohnhaus                | Eingeschossiger, traufständiger Fachwerkbau mit Backsteinausfachung in Ecklage; unter Satteldach; Halbwalm zur Straßenecke; großes Zwerchhaus ausmittig in der straßenseitigen Dachfläche. Errichtet in der Mitte des 19. Jahrhunderts. | 30885576 | BW             |

## Blütlingen

### Gruppe baulicher Anlagen in Blütlingen
| Lage | Bezeichnung                                | Beschreibung | ID       | Bild |
| --- | ------------------------------------------ | --- | -------- | --- |
| Rudolphstraße 1a, 1b, 3a, 3b, 5a, 5b, 7a, 7b, 9, 1, 13, 14, 15, 16, 17, 18, 19, 20, 21, 22, 23a, 23b, 24, 25a, 25b, 28, 29, 30a, 30b, 31, 32a, 32b, 33, 34a, 34b, 35, 36b, 37, 38, 39, 40, 41, 43, 45a, 45b, 47a, 47b, 49, 51 52° 55′ 13″ N, 11° 7′ 3″ O | Ehemalige Werkssiedlung des Kalibergwerkes | Die Siedlung an der Rudolphstraße in Blütlingen wurde ab 1906 für die Arbeiter des Kaliwerks „Rudolph“ bei Schreyahn angelegt. Sie besteht aus zwanzig Doppelhäusern, die ursprünglich jeweils in vier schmale Wohneinheiten mit je vier bis fünf Zimmern aufgeteilt waren. Alle Häuser besaßen einen Hofplatz mit offener Abwassergosse, Aborten und kleinen Nebengebäuden, die zumeist als Vorratsräume und Ställe genutzt wurden. | 30829147 | [[Vorlage:Bilderwunsch/code!/C:52.920249,11.117628!/D:Rudolphstraße 1a, 1b, 3a, 3b, 5a, 5b, 7a, 7b, 9, 1, 13, 14, 15, 16, 17, 18, 19, 20, 21, 22, 23a, 23b, 24, 25a, 25b, 28, 29, 30a, 30b, 31, 32a, 32b, 33, 34a, 34b, 35, 36b, 37, 38, 39, 40, 41, 43, 45a, 45b, 47a, 47b, 49, 51, Ehemalige Werkssiedlung des Kalibergwerkes!/\|BW]] |

### Einzeldenkmal in Blütlingen
| Lage                                      | Bezeichnung                  | Beschreibung | ID       | Bild |
| ----------------------------------------- | ---------------------------- | --- | -------- | ---- |
| Lachen Hof 2 52° 54′ 51″ N, 11° 7′ 57″ O  | Wohn- und Wirtschaftsgebäude | Giebelständiges Dreiständerhaus in Fachwerk teils mit Backsteinausfachung teils mit Lehmstakung unter ungleichhüftigem Satteldach in Reetdeckung. Kübbung an der Westseite. Errichtet 1731 (i). Erneuerung des Kammerfaches 1815 (i). | 30887171 |      |
| Dorfstraße 36 52° 54′ 52″ N, 11° 7′ 52″ O | Wohn- und Wirtschaftsgebäude | Giebelständiges Vierständerhaus in Fachwerk mit Backsteinausfachung, teilweise Lehmstakung; unter Satteldach. Errichtet 1787 (i). | 30887153 |      |
| Dorfstraße 44 52° 54′ 50″ N, 11° 7′ 59″ O | Wohn- und Wirtschaftsgebäude | Giebelständiges Dreiständerhaus in Fachwerk mit Backsteinausfachung; unter ungleichhüftigem Satteldach. Errichtet 1667 (i). | 30887135 |      |

## Dolgow

### Einzeldenkmal in Dolgow
| Lage                                                       | Bezeichnung                  | Beschreibung | ID       | Bild |
| ---------------------------------------------------------- | ---------------------------- | --- | -------- | --- |
| Nr. 2 (heute: „Im Rundling 9“) 52° 56′ 10″ N, 11° 6′ 57″ O | Wohn- und Wirtschaftsgebäude | Giebelständiges Vierständerhaus in Fachwerk mit Backsteinausfachung; südliche Traufseite teilweise in Lehmstakung; Satteldach in Asbestzementschindeldeckung. Wirtschaftsgiebel in Gitterfachwerk. Errichtet nach Brand 1813 (i). Ehemalige Hofstelle Nr. 2. | 30884956 | [[Vorlage:Bilderwunsch/code!/C:52.936048,11.11578!/D:Nr. 2 (heute: „Im Rundling 9“) , Wohn- und Wirtschaftsgebäude!/\|BW]] |
| Nr. 15 (heute: „Im Rundling 1“) 52° 56′ 10″ N, 11° 7′ 2″ O | Wohn- und Wirtschaftsgebäude | Kleines Vierständerhaus, giebelständig zur Zufahrtsstraße des Rundlings; in Fachwerk mit Backsteinausfachung und unter Satteldach in Zementplattendeckung. Wirtschaftsgiebel in Gitterfachwerk, asymmetrische Aufteilung durch Mistgangtür. Florale Verzierungen an den Knaggen des Dielentorsturzes. Errichtet nach Brand 1813 (i). Ehemalige Hofstelle Nr. 15. | 30884937 | |

## Güstritz

### Gruppe baulicher Anlagen in Güstritz
| Lage | Bezeichnung                                                                                | Beschreibung | ID       | Bild           |
| --- | ------------------------------------------------------------------------------------------ | --- | -------- | -------------- |
| Nr. 2, 3, 4, 5, 6, 12, 13, 14, 15, 16, 18, 19, 23, 24 (heute: „Güstritzer Rundling 6, 5, 4, 3, 2, 15, 14, 13, 12, 11, 9, 8, 1, 19“) 52° 56′ 26″ N, 11° 5′ 46″ O | Rundling mit alter und neuer Zufahrt, Kriegerdenkmal, Dorfplatz und den angrenzenden Höfen | (Zur Bildcollage: Oben von links nach rechts die Hallenhäuser Nr. 4 [im Hintergrund] und 5 [= alte Nummern; heutige Adressen: Im Rundling 4 und 3] sowie Nr. 15 und im Anschnitt Nr. 16 [heute: Im Rundling 12 und 11]; unten die ehem. Nummern 18 und 19 [heute: Im Rundling 9 und 8].) | 30829177 | Weitere Bilder |

### Einzeldenkmal in Güstritz
| Lage                                                                 | Bezeichnung              | Beschreibung | ID       | Bild |
| -------------------------------------------------------------------- | ------------------------ | --- | -------- | --- |
| Güstritzer Rundling 52° 56′ 23″ N, 11° 5′ 53″ O                      | Gefallenendenkmal        | Kleine sandsteinerne Anlage mit Ehrentafel für die 27 (9+18) gefallenen Güstritzer der beiden Weltkriege. In der Mitte ein Eisernes Kreuz, darauf Eichenlaub und die Inschrift: „Für die Heimat - Den Toten zum Gedächtnis / Den Lebenden zur Mahnung“.                                           | 30886851 | |
| Nr. 2 (heute: „Güstritzer Rundling 6“) 52° 56′ 27″ N, 11° 5′ 47″ O   | Wohn-Wirtschaftsgebäude  | (Zum Bild: Von den drei Vierständer-Hallenhäusern, die alle um 1851 ff errichtet wurden, dürfte der Giebel links zur ehemaligen Nr. 2 gehören. Die aktuelle Adressierung hat sich geändert.) | 30886851 | |
| Nr. 2 (heute: „Güstritzer Rundling 6“) 52° 56′ 29″ N, 11° 5′ 48″ O   | Längsscheune             | Zur Hofseite giebelständiger Fachwerkbau in Vierständerkonstruktion; hofseitiger Giebel in Backsteinausfachung, sonst Lehmstakung; unter Satteldach. Errichtet 1817 (i). | 30886830 | [[Vorlage:Bilderwunsch/code!/C:52.94149,11.09666!/D:Nr. 2 (heute: „Güstritzer Rundling 6“) , Längsscheune!/\|BW]]               |
| Nr. 3 (heute: „Güstritzer Rundling 5“) 52° 56′ 27″ N, 11° 5′ 48″ O   | Wohn-/Wirtschaftsgebäude | Zum Dorfplatz giebelständiges Vierständerhaus in Fachwerk mit Backsteinausfachung; unter Satteldach; ungleichhüftiges Satteldach über dem Wohnende: hier Südostseite zwei-, Nordwestseite eingeschossig. Wirtschaftsgiebel in Gitterfachwerk. Errichtet 1851 (i).                                 | 30886792 | [[Vorlage:Bilderwunsch/code!/C:52.94079,11.09656!/D:Nr. 3 (heute: „Güstritzer Rundling 5“) , Wohn-/Wirtschaftsgebäude!/\|BW]]   |
| Nr. 4 (heute: „Güstritzer Rundling 4“) 52° 56′ 27″ N, 11° 5′ 48″ O   | Wohn-/Wirtschaftsgebäude | Zum Dorfplatz giebelständiges Vierständerhaus in Fachwerk mit Backsteinausfachung; unter Satteldach. Wirtschaftsgiebel in Gitterfachwerk. Errichtet 1851 (i). | 30886773 | [[Vorlage:Bilderwunsch/code!/C:52.94075,11.09679!/D:Nr. 4 (heute: „Güstritzer Rundling 4“) , Wohn-/Wirtschaftsgebäude!/\|BW]]   |
| Nr. 5 (heute: „Güstritzer Rundling 3“) 52° 56′ 26″ N, 11° 5′ 49″ O   | Wohn-/Wirtschaftsgebäude | Zum Dorfplatz giebelständiges Vierständerhaus in Fachwerk mit Backsteinausfachung; unter Satteldach; großes vierachsiges Zwerchhaus in der südöstlichen Dachfläche. Wirtschaftsgiebel in Gitterfachwerk. Errichtet 1851 (i).                                                                      | 30886929 | [[Vorlage:Bilderwunsch/code!/C:52.94049,11.0969!/D:Nr. 5 (heute: „Güstritzer Rundling 3“) , Wohn-/Wirtschaftsgebäude!/\|BW]]    |
| Nr. 6 (heute: „Güstritzer Rundling 2“) 52° 56′ 25″ N, 11° 5′ 50″ O   | Wohn-/Wirtschaftsgebäude | Zum Dorfplatz giebelständiges Vierständerhaus in Fachwerk mit Backsteinausfachung; unter Satteldach. Wirtschaftsgiebel in Gitterfachwerk; nördliche Traufseite des Wirtschaftsteils in Backsteinmauerwerk ersetzt. Errichtet 1852 (i).                                                            | 30886910 | [[Vorlage:Bilderwunsch/code!/C:52.94032,11.09724!/D:Nr. 6 (heute: „Güstritzer Rundling 2“) , Wohn-/Wirtschaftsgebäude!/\|BW]]   |
| Nr. 10 (heute: „Landstraße 7“) 52° 56′ 21″ N, 11° 5′ 43″ O           | Wohn-Wirtschaftsgebäude  | Zur Straße giebelständiges Vierständerhaus mit Backsteinausfachungen unter Satteldach. Errichtet 1833 (i). Ehemalige Hofstelle Nr. 10. | 30886755 | [[Vorlage:Bilderwunsch/code!/C:52.939227,11.095391!/D:Nr. 10 (heute: „Landstraße 7“) , Wohn-Wirtschaftsgebäude!/\|BW]]          |
| Nr. 12 (heute: „Güstritzer Rundling 15“) 52° 56′ 25″ N, 11° 5′ 44″ O | Wohn-Wirtschaftsgebäude  | Zum Dorfplatz giebelständiges Vierständerhaus; Wirtschaftsgiebel in Fachwerk mit Backsteinausfachung, die übrigen Außenwände in Backsteinmauerwerk ersetzt; unter Satteldach; Pfosten und Sturz des Dielentors mit geschnitztem floralen Schmuck. Zum Großviehstall umgebaut. Errichtet 1804 (i). | 30886597 | [[Vorlage:Bilderwunsch/code!/C:52.94024,11.09545!/D:Nr. 12 (heute: „Güstritzer Rundling 15“) , Wohn-Wirtschaftsgebäude!/\|BW]]  |
| Nr. 13 (heute: „Güstritzer Rundling 14“) 52° 56′ 25″ N, 11° 5′ 43″ O | Wohn-Wirtschaftsgebäude  | Zum Dorfplatz giebelständiges Vierständerhaus in Fachwerk mit Backsteinausfachung; unter Satteldach; erweitertes Wohnende unter ungleichhüftigem Dach; südöstliche Traufseite zweigeschossig. Errichtet 1842 (i).                                                                                 | 30886578 | [[Vorlage:Bilderwunsch/code!/C:52.94037,11.09536!/D:Nr. 13 (heute: „Güstritzer Rundling 14“) , Wohn-Wirtschaftsgebäude!/\|BW]]  |
| Nr. 14 (heute: „Güstritzer Rundling 13“) 52° 56′ 26″ N, 11° 5′ 43″ O | Wohn-Wirtschaftsgebäude  | Zum Dorfplatz giebelständiges Vierständerhaus; Wirtschaftsgiebel in Fachwerk mit Backsteinausfachung, die übrigen Außenwände 1978 in Backsteinmauerwerk ersetzt; Wohnende zweigeschossig. Errichtet 1852 (i).                                                                                     | 30886500 | [[Vorlage:Bilderwunsch/code!/C:52.9405,11.09518!/D:Nr. 14 (heute: „Güstritzer Rundling 13“) , Wohn-Wirtschaftsgebäude!/\|BW]]   |
| Nr. 15 (heute: „Güstritzer Rundling 12“) 52° 56′ 26″ N, 11° 5′ 43″ O | Wohn-Wirtschaftsgebäude  | Zum Dorfplatz giebelständiges Vierständerhaus in Fachwerk mit Backsteinausfachung und unter Satteldach in Hohlpfannendeckung. Rückwärtiger Anbau in Backsteinmauerwerk. Errichtet 1852 (i). | 30886559 | [[Vorlage:Bilderwunsch/code!/C:52.94064,11.09532!/D:Nr. 15 (heute: „Güstritzer Rundling 12“) , Wohn-Wirtschaftsgebäude!/\|BW]]  |
| Nr. 16 (heute: „Güstritzer Rundling 11“) 52° 56′ 27″ N, 11° 5′ 44″ O | Wohn-Wirtschaftsgebäude  | Zum Dorfplatz giebelständiges Vierständerhaus in Fachwerk mit Backsteinausfachung; unter Satteldach. Errichtet 1851 (i). | 30886540 | [[Vorlage:Bilderwunsch/code!/C:52.94073,11.09544!/D:Nr. 16 (heute: „Güstritzer Rundling 11“) , Wohn-Wirtschaftsgebäude!/\|BW]]  |
| Nr. 18 (heute: „Güstritzer Rundling 9“) 52° 56′ 28″ N, 11° 5′ 45″ O  | Wohnhaus                 | Das qualitätvolle gründerzeitliche Haus kontrastiert in seinem Erscheinungsbild mit den ansonsten recht einheitlichen Vierständer-Hallenhäusern in der Nachbarschaft, die meist nach einer Brandkatastrophe vom Sommer 1851 errichtet wurden.                                                     | 30886519 | |
| Nr. 19 (heute: „Güstritzer Rundling 8“) 52° 56′ 28″ N, 11° 5′ 45″ O  | Wohn-/Wirtschaftsgebäude | Zum Dorfplatz giebelständiges Vierständerhaus in Fachwerk mit Backsteinausfachung; unter Satteldach; mit Halbwalm am Wohngiebel. Errichtet 1852 (i). | 30886698 | [[Vorlage:Bilderwunsch/code!/C:52.94106,11.09596!/D:Nr. 19 (heute: „Güstritzer Rundling 8“) , Wohn-/Wirtschaftsgebäude!/\|BW]]  |
| Nr. 19 (heute: „Im Rundling 8“) 52° 56′ 29″ N, 11° 5′ 45″ O          | Scheune                  | Fachwerkgebäude mit Backsteinausfachung, unter Satteldach. Errichtet um 1900. | 39135288 | [[Vorlage:Bilderwunsch/code!/C:52.94148,11.09576!/D:Nr. 19 (heute: „Im Rundling 8“) , Scheune!/\|BW]]                           |
| Nr. 21 (heute: „Breeser Weg 1“) 52° 56′ 22″ N, 11° 5′ 55″ O          | Wohn-Wirtschaftsgebäude  | Zur Langen Straße giebelständiges kleines Vierständerhaus in Fachwerk mit Backsteinausfachung; unter Satteldach. Errichtet 1837 (i). Ehemalige Hofstelle Nr. 21. | 30886677 | [[Vorlage:Bilderwunsch/code!/C:52.93936,11.09865!/D:Nr. 21 (heute: „Breeser Weg 1“) , Wohn-Wirtschaftsgebäude!/\|BW]]           |
| Nr. 23 (heute: „Güstritzer Rundling 1“) 52° 56′ 24″ N, 11° 5′ 52″ O  | Wohn-Wirtschaftsgebäude  | Das kleine Kossaterhaus von 1762 (frühe Vierständer-Konstruktion) hat ebenso wie das gegenüberliegende Gebäude Nr. 24 alle Brände und Veränderungen unversehrt überstanden. | 30886656 | |
| Nr. 24 (heute: „Güstritzer Rundling 19“) 52° 56′ 23″ N, 11° 5′ 52″ O | Wohn-Wirtschaftsgebäude  | Das Kossaterhaus von 1716 (Dreiständer-Konstruktion) hat ebenso wie das gegenüberliegende Gebäude Nr. 23 alle Brände unversehrt überstanden. Beide Häuser markieren den alten Ortseingang zum Rundling.                                                                                           | 30886635 | [[Vorlage:Bilderwunsch/code!/C:52.93984,11.097718!/D:Nr. 24 (heute: „Güstritzer Rundling 19“) , Wohn-Wirtschaftsgebäude!/\|BW]] |
| Nr. 24 (heute: „Güstritzer Rundling 19“) 52° 56′ 23″ N, 11° 5′ 52″ O | Speicher                 | Giebelständiger eingeschossiger Wandständerbau in Hochrähmzimmerung mit eingehälsten Ankerbalken, teils Backsteinausfachung teils Stakung mit Putzresten unter Satteldach. Errichtet um 1800. | 39135306 | [[Vorlage:Bilderwunsch/code!/C:52.93984,11.097718!/D:Nr. 24 (heute: „Güstritzer Rundling 19“) , Speicher!/\|BW]]                |
| Nr. 38 (heute: „Schwarzer Weg 5“) 52° 55′ 40″ N, 11° 5′ 13″ O        | Villa Wendland           | Die Villa Wendland wurde um 1920 in Alleinlage zwischen Schreyahn und Wustrow (ca. 1,3 km südlich von Güstritz) erbaut. Es ist eine Villa für einen Direktor einer Kalischachtanlage. | 30886463 | [[Vorlage:Bilderwunsch/code!/C:52.92789,11.086984!/D:Nr. 38 (heute: „Schwarzer Weg 5“) , Villa Wendland!/\|BW]]                 |

## Klennow

### Gruppe baulicher Anlagen in Klennow
| Lage                                                          | Bezeichnung      | Beschreibung                                                                                    | ID       | Bild           |
| ------------------------------------------------------------- | ---------------- | ----------------------------------------------------------------------------------------------- | -------- | -------------- |
| Klennower Rundling 5, 7, 8, 9, 11 52° 56′ 27″ N, 11° 7′ 31″ O | Rundling Klennow | im südlichen Teil des Rundlings blieben bis heute fünf traditionelle Vierständerhäuser erhalten | 30829188 | Weitere Bilder |

### Einzeldenkmal in Klennow
| Lage                                                                          | Bezeichnung                  | Beschreibung | ID       | Bild |
| ----------------------------------------------------------------------------- | ---------------------------- | --- | -------- | --- |
| Klennower Rundling 5 (ehemalige Hofstelle Nr. 13) 52° 56′ 28″ N, 11° 7′ 29″ O | Wohn- und Wirtschaftsgebäude | Zum Dorfplatz giebelständiges Vierständerhaus in Fachwerk mit Backsteinausfachung; nördliche Traufseite und Wohngiebel in Backsteinmauerwerk erneuert. Unter Satteldach; dreiachsiges Zwerchhaus in der südlichen Dachfläche. Wirtschaftsgiebel in Gitterfachwerk; Wohnteil mit Drempelgeschoss. Errichtet 1821 (i).                                                                                 | 30884846 | [[Vorlage:Bilderwunsch/code!/C:52.941186,11.124842!/D:Klennower Rundling 5 (ehemalige Hofstelle Nr. 13) , Wohn- und Wirtschaftsgebäude!/\|BW]] |
| Klennower Rundling 7 (ehemalige Hofstelle Nr. 11) 52° 56′ 27″ N, 11° 7′ 29″ O | Wohn- und Wirtschaftsgebäude | Zum Dorfplatz giebelständiges Vierständerhaus in Fachwerk mit Backsteinausfachung; traufseitig teilweise Lehmstakung; Satteldach in Krempziegeldeckung. Wirtschaftsgiebel in Gitterfachwerk. Wohnteil mit Drempelgeschoss. Errichtet 1822 (i). | 30884901 | [[Vorlage:Bilderwunsch/code!/C:52.94088,11.12478!/D:Klennower Rundling 7 (ehemalige Hofstelle Nr. 11) , Wohn- und Wirtschaftsgebäude!/\|BW]]   |
| Klennower Rundling 8 (ehemalige Hofstelle Nr. 10) 52° 56′ 27″ N, 11° 7′ 29″ O | Stall                        | Eingeschossiger langgestreckter Backsteinbau mit Futterküche im Nordteil und Remise im Südteil. Satteldach in Schieferdeckung. Errichtet 1880 (i). | 39135393 | [[Vorlage:Bilderwunsch/code!/C:52.94072,11.12459!/D:Klennower Rundling 8 (ehemalige Hofstelle Nr. 10) , Stall!/\|BW]]                          |
| Klennower Rundling 8 (ehemalige Hofstelle Nr. 10) 52° 56′ 27″ N, 11° 7′ 30″ O | Wohn- und Wirtschaftsgebäude | Zum Dorfplatz giebelständiges Vierständerhaus in Fachwerk mit Backsteinausfachung; westliche Traufseite teilweise in Lehmstakung; Satteldach in glasierter Doppelmuldenfalzziegeldeckung; Wohnende zweigeschossig; hier durchlaufender First, aber höhere Traufseiten. Errichtet im 18. Jahrhundert (Datierung unleserlich: 1721, 1771 oder 1791). Wohnteil zu Beginn des 19. Jahrhunderts erneuert. | 30886351 | [[Vorlage:Bilderwunsch/code!/C:52.9407,11.12489!/D:Klennower Rundling 8 (ehemalige Hofstelle Nr. 10) , Wohn- und Wirtschaftsgebäude!/\|BW]]    |
| Klennower Rundling 9 52° 56′ 26″ N, 11° 7′ 30″ O                              | Wohn- und Wirtschaftsgebäude | Zum Dorfplatz giebelständiges Vierständerhaus in Fachwerk mit Backsteinausfachung; unter Satteldach. Gefüge im Giebeldreieck an Kehl- und Hauptbalken durch Fußstreben und Kopfbänder ausgesteift, Backsteine teilweise in Mustern gesetzt. Errichtet 1783 (i). | 30886370 | BW |
| Klennower Rundling 9 52° 56′ 25″ N, 11° 7′ 28″ O                              | Scheune                      | Längsscheune in Vierständerbauweise, mittige Durchfahrt, oberes Giebeldreieck verbrettert, hofseitig neue Remiseneinfahrt. Südgiebel mit Backsteinausfachung, sonst Lehmstakung. Satteldach mit Reetdeckung. Errichtet 1792 (i). | 39135422 | BW |
| Klennower Rundling 10 52° 56′ 24″ N, 11° 7′ 31″ O                             | Scheune                      | Längsdurchfahrtsscheune in Vierständerkonstruktion; Ausfachung in Backsteinmauerwerk und Lehmstakung; unter Satteldach. Errichtet 1807 (i). | 30886427 | BW |
| Klennower Rundling 11 52° 56′ 26″ N, 11° 7′ 32″ O                             | Wohn- und Wirtschaftsgebäude | Zum Dorfplatz giebelständiges Vierständerhaus in Fachwerk mit Backsteinausfachung und unter Halbwalmdach in Hohlpfannendeckung; Wohnende zweigeschossig; hier durchlaufender First, aber höhere Traufseiten. Errichtet 1875 (i). | 30886445 | BW |

## Königshorst

### Einzeldenkmal in Königshorst
| Lage                                                      | Bezeichnung               | Beschreibung | ID       | Bild |
| --------------------------------------------------------- | ------------------------- | --- | -------- | --- |
| Nr. 1 (heute: „Remonteweg 3“) 52° 55′ 43″ N, 11° 8′ 22″ O | Herrschaftliches Wohnhaus | Traufständiger, eingeschossiger, streng symmetrisch aufgebauter massiver Backsteinbau auf hohem Kellersockel; Schaufassade mit dreiachsigem Mittelrisalit mit flachem Dreiecksgiebel über Hauseingang mit vorgelegten Stufen; ausgebautes Dachgeschoss unter Halbwalmdach in Hohlpfannendeckung. Rückwärtig geschosshoher Terrassenvorbau mit beidseitigen Unterfahrten und Freitreppe. Errichtet 1840 (i) als Verwalterhaus der Domäne Königshorst (Ernst August von Hannover). | 30884883 | [[Vorlage:Bilderwunsch/code!/C:52.928617,11.139476!/D:Nr. 1 (heute: „Remonteweg 3“) , Herrschaftliches Wohnhaus!/\|BW]] |

## Lensian

### Einzeldenkmal in Lensian
| Lage                                                        | Bezeichnung                  | Beschreibung | ID       | Bild |
| ----------------------------------------------------------- | ---------------------------- | --- | -------- | --- |
| Nr. 2 (heute: „Am Rundling 19“) 52° 56′ 29″ N, 11° 4′ 22″ O | Wohn-Wirtschaftsgebäude      | Zum ehemaligen Dorfplatz giebelständiges Vierständerhaus in Fachwerk mit Backsteinausfachung und unter Satteldach. Wirtschaftsgiebel in Gitterfachwerk; Wohnende gegenüber dem Wirtschaftsteil breiter. Errichtet 1814 (i).                    | 30884828 | [[Vorlage:Bilderwunsch/code!/C:52.941453,11.072877!/D:Nr. 2 (heute: „Am Rundling 19“) , Wohn-Wirtschaftsgebäude!/\|BW]]      |
| Nr. 5 (heute: „Am Rundling 16“) 52° 56′ 29″ N, 11° 4′ 20″ O | Speicher                     | Wandständerbau mit durchgehälsten Ankerbalken; Ausfachung in Lehmstakung, giebelseitig in Backsteinmauerwerk; unter Satteldach. Errichtet Ende des 18. Jahrhunderts.                                                                           | 30884810 | [[Vorlage:Bilderwunsch/code!/C:52.941273,11.072084!/D:Nr. 5 (heute: „Am Rundling 16“) , Speicher!/\|BW]]                     |
| Nr. 6 (heute: „Am Rundling 15“) 52° 56′ 30″ N, 11° 4′ 18″ O | Wohn- und Wirtschaftsgebäude | Zum Dorfplatz giebelständiges Vierständerhaus in Fachwerk mit Backsteinausfachung; unter Satteldach; am Wohnende zweigeschossiger Fachwerkanbau unter eigenem Satteldach. Wirtschaftsgiebel in Gitterfachwerk. Errichtet 1843 (i).             | 30884975 | [[Vorlage:Bilderwunsch/code!/C:52.941624,11.071777!/D:Nr. 6 (heute: „Am Rundling 15“) , Wohn- und Wirtschaftsgebäude!/\|BW]] |
| Nr. 7 (heute: „Am Rundling 14“) 52° 56′ 30″ N, 11° 4′ 18″ O | Wohn- und Wirtschaftsgebäude | Zum Dorfplatz giebelständiges Vierständerhaus in Fachwerk mit Backsteinausfachung; Wohngiebel und südliche Traufseite des Wohnendes in Backsteinmauerwerk erneuert; unter Satteldach. Wirtschaftsgiebel in Gitterfachwerk. Errichtet 1843 (i). | 30884994 | [[Vorlage:Bilderwunsch/code!/C:52.94175,11.07162!/D:Nr. 7 (heute: „Am Rundling 14“) , Wohn- und Wirtschaftsgebäude!/\|BW]]   |
| Nr. 11 (heute: „Am Rundling 5“) 52° 56′ 32″ N, 11° 4′ 23″ O | Scheune                      | Längsscheune in Vierständerkonstruktion; Ausfachung in Backsteinmauerwerk und in Lehmstakung; Satteldach in Krempziegeldeckung. Errichtet 1844 (i)                                                                                             | 30884919 | [[Vorlage:Bilderwunsch/code!/C:52.942087,11.073142!/D:Nr. 11 (heute: „Am Rundling 5“) , Scheune!/\|BW]]                      |
| Nr. 12 (heute: „Am Rundling 9“) 52° 56′ 31″ N, 11° 4′ 17″ O | Wohn-Wirtschaftsgebäude      | Zur Durchgangsstraße giebelständiges Vierständerhaus in Fachwerk mit Backsteinausfachung; westliche Traufseite teilweise in Lehmstakung; Satteldach in Betondachsteindeckung. Wirtschaftsgiebel in Gitterfachwerk. Errichtet 1843 (i).         | 30885158 | [[Vorlage:Bilderwunsch/code!/C:52.941974,11.071252!/D:Nr. 12 (heute: „Am Rundling 9“) , Wohn-Wirtschaftsgebäude!/\|BW]]      |

## Neritz

### Gruppe baulicher Anlagen in Neritz
| Lage                                                                                    | Bezeichnung | Beschreibung | ID       | Bild |
| --------------------------------------------------------------------------------------- | ----------- | --- | -------- | --- |
| Nr. 3, 4, 5, 6 (heute: „Neritzer Dorfstraße 6, 7, 8 und 9“) 52° 56′ 33″ N, 11° 7′ 41″ O | Dorfkern    | Die vier Hofanlagen der Dorfstraße in Neritz (Wustrow) besitzen alle ein giebelständig errichtetes Vierständer-Hallenhaus als Wohn-/Wirtschaftsgebäude. Diese Haupthäuser entstammen Wiederaufbaumaßnahmen des großen Dorfbrandes von 1826. Zum Ensemble gehören die rückwärtigen Bauten einer Scheune und eines Stalles. | 30829218 | [[Vorlage:Bilderwunsch/code!/C:52.94251,11.12815!/D:Nr. 3, 4, 5, 6 (heute: „Neritzer Dorfstraße 6, 7, 8 und 9“) , Dorfkern!/\|BW]] |

### Einzeldenkmal in Neritz
| Lage                                                               | Bezeichnung             | Beschreibung | ID       | Bild |
| ------------------------------------------------------------------ | ----------------------- | --- | -------- | --- |
| Nr. 3 (heute: „Neritzer Dorfstraße 9“) 52° 56′ 34″ N, 11° 7′ 44″ O | Wohn-Wirtschaftsgebäude | Giebelständiges Vierständerhaus in Fachwerk mit Backsteinausfachung und unter Satteldach in Ziegeldeckung; zweiachsiges Zwerchhaus in der westlichen Dachfläche; Wirtschaftsgiebel in Gitterfachwerk mit durchlaufendem Raster, Wirtschaftsteil zu Wohnzwecken umgebaut. Errichtet 1826 (i). | 30885859 | [[Vorlage:Bilderwunsch/code!/C:52.94277,11.12877!/D:Nr. 3 (heute: „Neritzer Dorfstraße 9“) , Wohn-Wirtschaftsgebäude!/\|BW]] |
| Nr. 3 (heute: „Neritzer Dorfstraße 9“) 52° 56′ 33″ N, 11° 7′ 45″ O | Stall                   | Langgestreckter, eingeschossiger Fachwerkbau mit Backsteinausfachung, unter Satteldach in Hohlpfannendeckung. Errichtet 1822 (i). | 30885817 | [[Vorlage:Bilderwunsch/code!/C:52.942526,11.129069!/D:Nr. 3 (heute: „Neritzer Dorfstraße 9“) , Stall!/\|BW]]                 |
| Nr. 4 (heute: „Neritzer Dorfstraße 8“) 52° 56′ 34″ N, 11° 7′ 42″ O | Wohn-Wirtschaftsgebäude | Giebelständiges Vierständerhaus in Fachwerk mit Backsteinausfachung; weitgehend zu Wohnzwecken umgebaut; Dielentor zugesetzt; unter Satteldach; Zwerchhaus in der westlichen Dachfläche. Wirtschaftsgiebel in Gitterfachwerk mit durchlaufendem Raster. Errichtet 1826 (i).                  | 30885557 | [[Vorlage:Bilderwunsch/code!/C:52.9427,11.12835!/D:Nr. 4 (heute: „Neritzer Dorfstraße 8“) , Wohn-Wirtschaftsgebäude!/\|BW]]  |
| Nr. 5 (heute: „Neritzer Dorfstraße 6“) 52° 56′ 33″ N, 11° 7′ 38″ O | Wohn-Wirtschaftsgebäude | Giebelständiges Vierständerhaus in Fachwerk mit Backsteinausfachung; unter Satteldach. Wirtschaftsgiebel in Gitterfachwerk. Errichtet 1827 (i). | 30885937 | [[Vorlage:Bilderwunsch/code!/C:52.94237,11.1272!/D:Nr. 5 (heute: „Neritzer Dorfstraße 6“) , Wohn-Wirtschaftsgebäude!/\|BW]]  |
| Nr. 6 (heute: „Neritzer Dorfstraße 7“) 52° 56′ 33″ N, 11° 7′ 40″ O | Wohn-Wirtschaftsgebäude | Giebelständiges Vierständerhaus in Fachwerk mit Backsteinausfachungen und unter Satteldach. Wirtschaftsgiebel in Gitterfachwerk. Dielentorsturz nach 1980 (wieder) eingebaut, hier inschriftliche Datierung: „Anno 1826“.                                                                    | 30885519 | [[Vorlage:Bilderwunsch/code!/C:52.9426,11.12787!/D:Nr. 6 (heute: „Neritzer Dorfstraße 7“) , Wohn-Wirtschaftsgebäude!/\|BW]]  |
| Nr. 6 (heute: „Neritzer Dorfstraße 7“) 52° 56′ 31″ N, 11° 7′ 42″ O | Scheune                 | Eingeschossiger giebelständiger Fachwerkbau unter Satteldach in Faserzementschindeldeckung. Ausmittige Einfahrt. Errichtet 1829 (i). | 39136010 | [[Vorlage:Bilderwunsch/code!/C:52.94203,11.12836!/D:Nr. 6 (heute: „Neritzer Dorfstraße 7“) , Scheune!/\|BW]]                 |

## Schreyahn

### Gruppe baulicher Anlagen in Schreyahn
| Lage | Bezeichnung                                                     | Beschreibung                                      | ID       | Bild |
| --- | --------------------------------------------------------------- | ------------------------------------------------- | -------- | ---- |
| Nr. 2, 3, 4, 5, 7, 9, 10, 11, 13, 14, 16, 17 (heute: „Rundling 6, 3, 2, 23, 21, 19, 18, 17, 15, 14, 12, 11“) 52° 56′ 12″ N, 11° 4′ 25″ O | Rundling mit Zufahrt, Dorfplatz und den angrenzenden Hofanlagen | (Zum Bild: Historische Rundlingsansicht von 1904) | 30829228 |      |

### Einzeldenkmal in Schreyahn
| Lage                                                          | Bezeichnung                  | Beschreibung | ID       | Bild |
| ------------------------------------------------------------- | ---------------------------- | --- | -------- | --- |
| Nr. 2 (heute: „Rundling 6“) 52° 56′ 14″ N, 11° 4′ 25″ O       | Wohn-Wirtschaftsgebäude      | Zum Dorfplatz giebelständiges Vierständerhaus in Fachwerk mit Backsteinausfachung; unter Satteldach. Fachwerk teilweise durch Backsteinmauerwerk ersetzt. Errichtet 1833 (i). | 30886332 | [[Vorlage:Bilderwunsch/code!/C:52.93709,11.07353!/D:Nr. 2 (heute: „Rundling 6“) , Wohn-Wirtschaftsgebäude!/\|BW]]          |
| Nr. 3 (heute: „Rundling 3“) 52° 56′ 13″ N, 11° 4′ 26″ O       | Wohn-Wirtschaftsgebäude      | Zum Dorfplatz giebelständiges Vierständerhaus in Fachwerk mit Backsteinausfachung und unter Satteldach in Krempziegeldeckung; Krüppelwalm am Wirtschaftsgiebel; Dielentor zugesetzt. Errichtet in der Mitte des 19. Jahrhunderts. | 30886239 | [[Vorlage:Bilderwunsch/code!/C:52.93698,11.07382!/D:Nr. 3 (heute: „Rundling 3“) , Wohn-Wirtschaftsgebäude!/\|BW]]          |
| Nr. 4 (heute: „Rundling 2“) 52° 56′ 13″ N, 11° 4′ 27″ O       | Wohn-Wirtschaftsgebäude      | Zum Dorfplatz giebelständiges Vierständerhaus in Fachwerk mit Backsteinausfachung; unter Satteldach; Wirtschaftsgiebel 1990 (i) in Fachwerk erneuert. Gebäude errichtet in der Mitte des 19. Jahrhunderts. | 30886163 | [[Vorlage:Bilderwunsch/code!/C:52.93694,11.0741!/D:Nr. 4 (heute: „Rundling 2“) , Wohn-Wirtschaftsgebäude!/\|BW]]           |
| Nr. 5 (heute: „Rundling 23“) 52° 56′ 13″ N, 11° 4′ 28″ O      | Wohn-Wirtschaftsgebäude      | Giebelständiges Vierständerhaus mit geschlämmten Backsteinausfachungen unter Satteldach. Errichtet 1841 (i). Wesentliche Umbauphase mit Veränderungen im Wohnteil und Dachneueindeckung mit Doppelmuldenfalzsteinen um 1920. | 30886123 | [[Vorlage:Bilderwunsch/code!/C:52.936824,11.074563!/D:Nr. 5 (heute: „Rundling 23“) , Wohn-Wirtschaftsgebäude!/\|BW]]       |
| Nr. 5 (heute: „Rundling 23“) 52° 56′ 13″ N, 11° 4′ 27″ O      | Stall                        | Eingeschossiges Fachwerkgebäude mit Backsteinausfachungen und Drempel unter Satteldach in gedämpfter Doppelmuldenfalzziegeldeckung. Errichtet in der zweiten Hälfte des 19. Jahrhunderts. | 44868213 | [[Vorlage:Bilderwunsch/code!/C:52.93683,11.07422!/D:Nr. 5 (heute: „Rundling 23“) , Stall!/\|BW]]                           |
| Nr. 5 (heute: „Rundling 23“) 52° 56′ 13″ N, 11° 4′ 29″ O      | Wirtschaftsgebäude           | Eingeschossiges Fachwerkgebäude mit Backsteinausfachungen, teilweise massiv ersetzt; unter Satteldach in Hohlpfannendeckung. Unter Verwendung älterer Hölzer errichtet in der ersten Hälfte des 19. Jahrhunderts. | 44868213 | [[Vorlage:Bilderwunsch/code!/C:52.9370584,11.0747121!/D:Nr. 5 (heute: „Rundling 23“) , Wirtschaftsgebäude!/\|BW]]          |
| Nr. 5 (heute: „Rundling 23“) 52° 56′ 12″ N, 11° 4′ 31″ O      | Scheune                      | Eingeschossiger Fachwerkbau teils mit Backsteinausfachung, teils mit Lehmausstakung; unter Satteldach. Errichtet 1797 (i). | 44868295 | [[Vorlage:Bilderwunsch/code!/C:52.936747,11.075259!/D:Nr. 5 (heute: „Rundling 23“) , Scheune!/\|BW]]                       |
| Nr. 7 (heute: „Rundling 21“) 52° 56′ 11″ N, 11° 4′ 27″ O      | Wohn-Wirtschaftsgebäude      | Zum Dorfplatz giebelständiges Vierständerhaus in Fachwerk mit Backsteinausfachung und unter Satteldach in Krempziegeldeckung. Errichtet 1828 (i). | 30886201 | [[Vorlage:Bilderwunsch/code!/C:52.93632,11.07404!/D:Nr. 7 (heute: „Rundling 21“) , Wohn-Wirtschaftsgebäude!/\|BW]]         |
| Nr. 7 (heute: „Rundling 21“) 52° 56′ 11″ N, 11° 4′ 27″ O      | Stall                        | Fachwerkgebäude mit Backsteinausfachung unter Satteldach. Errichtet in der Mitte des 19. Jahrhunderts. | 30886201 | [[Vorlage:Bilderwunsch/code!/C:52.9364,11.07414!/D:Nr. 7 (heute: „Rundling 21“) , Stall!/\|BW]]                            |
| Nr. 9 (heute: „Rundling 19“) 52° 56′ 10″ N, 11° 4′ 25″ O      | Wohn-Wirtschaftsgebäude      | Zum Dorfplatz giebelständiges Vierständerhaus in Fachwerk mit Backsteinausfachung, teilweise Lehmstakung. Fachwerk teilweise durch Backsteinmauerwerk ersetzt. Unter Satteldach. Reiches florales Schnitz-Ornament über dem Dielentorsturz und den begleitenden Pfosten. Errichtet 1804 (i). Seit 1979 befindet sich dort die Stipendiatenstätte „Künstlerhof Schreyahn“ | 30886144 | Weitere Bilder |
| Nr. 10 (heute: „Rundling 18“) 52° 56′ 8″ N, 11° 4′ 24″ O      | Wohn-Wirtschaftsgebäude      | Weit zurückliegendes, dennoch zum Dorfplatz giebelständiges kleines Vierständerhaus in Fachwerk mit Backsteinausfachung, teilweise Lehmstakung. Fachwerk teilweise in Backsteinmauerwerk erneuert. Unter Satteldach in Falzblechdeckung. Fachwerkanbau mit Backsteinausfachung unter Pultdach am Wohngiebel. Errichtet 1841 (i).                                         | 30885443 | [[Vorlage:Bilderwunsch/code!/C:52.935538,11.073438!/D:Nr. 10 (heute: „Rundling 18“) , Wohn-Wirtschaftsgebäude!/\|BW]]      |
| Nr. 11 (heute: „Rundling 17“) 52° 56′ 10″ N, 11° 4′ 23″ O     | Wohn-Wirtschaftsgebäude      | Zum Dorfplatz giebelständiges Vierständerhaus mit Backsteinausfachungen unter Satteldach. Wirtschaftsgiebel in Gitterfachwerk; rautenförmige Gefache durch Anordnung von Schräghölzern. Wohnende teilweise zweigeschossig erweitert; Wohngiebel massiv. Errichtet 1769 (i) mit Umbau 1909 (i).                                                                           | 30885422 | |
| Nr. 11 (heute: „Rundling 17“) 52° 56′ 9″ N, 11° 4′ 23″ O      | Stall                        | | 39136433 | [[Vorlage:Bilderwunsch/code!/C:52.935802,11.072978!/D:Nr. 11 (heute: „Rundling 17“) , Stall!/\|BW]]                        |
| Nr. 11 (heute: „Rundling 17“) 52° 56′ 8″ N, 11° 4′ 21″ O      | Scheune                      | Fachwerkgebäude unter Satteldach. Errichtet um 1900. | 39136277 | [[Vorlage:Bilderwunsch/code!/C:52.93567,11.07256!/D:Nr. 11 (heute: „Rundling 17“) , Scheune!/\|BW]]                        |
| Nr. 12 (heute: „Rundling 16“) 52° 56′ 10″ N, 11° 4′ 19″ O     | Scheune                      | Fachwerkgebäude mit Backsteinausfachung unter Satteldach, im Giebel drei Einfahrten. Errichtet in der zweiten Hälfte des 19. Jahrhunderts. | 39136263 | [[Vorlage:Bilderwunsch/code!/C:52.936092,11.072081!/D:Nr. 12 (heute: „Rundling 16“) , Scheune!/\|BW]]                      |
| Nr. 13 (heute: „Rundling 15“) 52° 56′ 11″ N, 11° 4′ 23″ O     | Wohn- und Wirtschaftsgebäude | | 30886030 | [[Vorlage:Bilderwunsch/code!/C:52.93648,11.07293!/D:Nr. 13 (heute: „Rundling 15“) , Wohn- und Wirtschaftsgebäude!/\|BW]]   |
| Nr. 14 (heute: „Rundling 14“) 52° 56′ 12″ N, 11° 4′ 23″ O     | Wohn- und Wirtschaftsgebäude | giebelständiges Vierständerhaus, erbaut 1798 | 30885403 | [[Vorlage:Bilderwunsch/code!/C:52.93663,11.07292!/D:Nr. 14 (heute: „Rundling 14“) , Wohn- und Wirtschaftsgebäude!/\|BW]]   |
| Rundling 14 A 52° 56′ 13″ N, 11° 4′ 20″ O                     | Scheune                      | Fachwerkbau in Vierständerbauweise mit Lehmstakung unter Satteldach in Ziegeldeckung. Errichtet 1807 (i). | 39136569 | BW |
| Nr. 16 (heute: „Rundling 12“) 52° 56′ 13″ N, 11° 4′ 24″ O     | Scheune                      | Fachwerkbau in Vierständerbauweise mit Lehmstakung unter Satteldach in Ziegeldeckung. Errichtet 1807 (i). | 30885993 | [[Vorlage:Bilderwunsch/code!/C:52.936879,11.073252!/D:Nr. 16 (heute: „Rundling 12“) , Scheune!/\|BW]]                      |
| Nr. 17 (heute: „Rundling 11“) 52° 56′ 14″ N, 11° 4′ 23″ O     | Wohn- und Wirtschaftsgebäude | Kleines giebelständiges Vierständerhaus in Fachwerk mit Backsteinausfachung; unter Satteldach. Nachträglicher traufseitiger Anbau. Errichtet 1820 (i). | 30885384 | [[Vorlage:Bilderwunsch/code!/C:52.937173,11.072967!/D:Nr. 17 (heute: „Rundling 11“) , Wohn- und Wirtschaftsgebäude!/\|BW]] |
| Nr. 18 (heute: „Naudener Str. 3“) 52° 56′ 14″ N, 11° 4′ 32″ O | Gasthof                      | Zweigeschossiges Gebäude am Ortseingang zum Rundling. Erdgeschoss massiv in Backsteinmauerwerk, Obergeschoss in Fachwerk; bewegte Dachlandschaft in Schieferdeckung. Errichtet um 1910. | 30885363 | [[Vorlage:Bilderwunsch/code!/C:52.937341,11.075639!/D:Nr. 18 (heute: „Naudener Str. 3“) , Gasthof!/\|BW]]                  |

## Teplingen

### Gruppe baulicher Anlagen in Teplingen
| Lage                                                                   | Bezeichnung        | Beschreibung | ID       | Bild |
| ---------------------------------------------------------------------- | ------------------ | --- | -------- | --- |
| Nr. 3, 4, 5 (heute: „Eichenring 5a, 5, 4“) 52° 54′ 51″ N, 11° 9′ 10″ O | Dorfkern Teplingen | Der alte Dorfkern Teplingen besteht aus drei erhaltenen Hofanlagen am Eichenring. Diese besitzen jeweils ein giebelständiges Wohn-/Wirtschaftsgebäude aus der Mitte des 19. Jahrhunderts. Die Hofanlage Eichenring 4 repräsentiert darüber hinaus die alten Hofstrukturen: Hier haben sich zusätzlich am äußeren Parzellenrand eine Querdurchfahrtsscheune und als Verbindungselement zwischen Haupthaus und Scheune ein langgestrecktes Stallgebäude (beide aus der zweiten Hälfte des 19. Jahrhunderts) erhalten. | 30829239 | [[Vorlage:Bilderwunsch/code!/C:52.914221,11.15277!/D:Nr. 3, 4, 5 (heute: „Eichenring 5a, 5, 4“) , Dorfkern Teplingen!/\|BW]] |

### Einzeldenkmal in Teplingen
| Lage                                                       | Bezeichnung             | Beschreibung | ID       | Bild |
| ---------------------------------------------------------- | ----------------------- | --- | -------- | --- |
| Nr. 3 (heute: „Eichenring 5a“) 52° 54′ 51″ N, 11° 9′ 11″ O | Wohn-Wirtschaftsgebäude | Giebelständiges Vierständerhaus in Fachwerk mit Backsteinausfachung und unter Satteldach in Zementschindel- und Krempziegeldeckung. Wirtschaftsgiebel in Gitterfachwerk mit durchlaufendem Raster. Wohnteil zweigeschossig erweitert. Errichtet 1864 (i). | 30885342 | [[Vorlage:Bilderwunsch/code!/C:52.91408,11.153078!/D:Nr. 3 (heute: „Eichenring 5a“) , Wohn-Wirtschaftsgebäude!/\|BW]] |
| Nr. 4 (heute: „Eichenring 5“) 52° 54′ 51″ N, 11° 9′ 10″ O  | Wohn-Wirtschaftsgebäude | Giebelständiges Vierständerhaus mit geschlämmten Backsteinausfachungen unter Satteldach in Krempziegel- und Biberschwanzkronendeckung. Zwerchhäuser in beiden Dachflächen des Wohnendes. Errichtet 1842 (i).                                              | 30885323 | [[Vorlage:Bilderwunsch/code!/C:52.914098,11.152688!/D:Nr. 4 (heute: „Eichenring 5“) , Wohn-Wirtschaftsgebäude!/\|BW]] |
| Nr. 5 (heute: „Eichenring 4“) 52° 54′ 51″ N, 11° 9′ 9″ O   | Wohn-Wirtschaftsgebäude | Giebelständiges Vierständerhaus in Fachwerk mit Backsteinausfachung und unter Satteldach in Hohlpfannendeckung. Wirtschaftsgiebel in Gitterfachwerk. Im Südwesten jüngerer Anbau. Wirtschaftsteil im Innern unverändert. Errichtet 1842 (i).              | 30885305 | [[Vorlage:Bilderwunsch/code!/C:52.914109,11.152376!/D:Nr. 5 (heute: „Eichenring 4“) , Wohn-Wirtschaftsgebäude!/\|BW]] |
| Nr. 5 (heute: „Eichenring 4“) 52° 54′ 50″ N, 11° 9′ 7″ O   | Stall                   | Fachwerkbau mit Backsteinausfachung unter hohlpfannengedecktem Satteldach. Mit nördlichem Anbau. Errichtet in der zweiten Hälfte des 19. Jahrhunderts. | 41392723 | [[Vorlage:Bilderwunsch/code!/C:52.91386,11.15208!/D:Nr. 5 (heute: „Eichenring 4“) , Stall!/\|BW]]                     |
| Nr. 5 (heute: „Eichenring 4“) 52° 54′ 49″ N, 11° 9′ 8″ O   | Scheune                 | Querdurchfahrtscheune in Form eines Fachwerkbaus mit Backsteinausfachung, unter Satteldach in Deckung mit Frankfurter Pfannen. Errichtet in der zweiten Hälfte des 19. Jahrhunderts.                                                                      | 41392679 | [[Vorlage:Bilderwunsch/code!/C:52.913674,11.152087!/D:Nr. 5 (heute: „Eichenring 4“) , Scheune!/\|BW]]                 |
| Nr. 8 52° 54′ 56″ N, 11° 9′ 5″ O                           | Scheune                 | Fachwerkbau auf Feldsteinsockel und unter Satteldach; giebelseitig Backsteinausfachung, traufseitig Lehmstakung. Südliches Giebeldreieck verbrettert. Mit Längsdurchfahrt. Errichtet 1820 (i).                                                            | 30885287 | BW |
| Nr. 14 (heute: „Driftweg 3“) 52° 54′ 55″ N, 11° 9′ 8″ O    | Wohn-Wirtschaftsgebäude | Eingeschossiges Querdielenhaus in Fachwerk mit Backsteinausfachung und unter Halbwalmdach in Hohlpfannendeckung; einachsiges Zwerchhaus mittig in der straßenseitigen Dachfläche. Errichtet in der Mitte des 19. Jahrhunderts.                            | 30885648 | [[Vorlage:Bilderwunsch/code!/C:52.915357,11.152269!/D:Nr. 14 (heute: „Driftweg 3“) , Wohn-Wirtschaftsgebäude!/\|BW]]  |